# 한스 게오르크 데멜트
한스 게오르크 데멜트(Hans Georg Dehmelt, 1922년 9월 9일 ~ 2017년 3월 7일)는 볼프강 파울과 공동으로 이온 트랩 기법을 개발한 공로로 1989년 노벨 물리학상을 받은 독일 출신의 미국의 물리학자이다. 이들의 기법은 전자 자기 모멘트의 고정밀 측정에 사용된다.

## 생애
데멜트는 10살에 장학금을 받으며 베를린의 Evangelisches Gymnasium zum Grauen Kloster 라틴어 학교에 입학하였다. 1940년에 졸업한 다음 독일 육군에 자원 입대하였고, 군은 1943년 그에게 물리학 공부를 위해 브레슬라우 대학교에 입학할 것을 명했다. 공부한지 한 해가 지난 뒤 그는 군복무로 복귀하여 벌지 전투에 참전하였다.
1946년 미군의 포로 수용소에서 해방되었고 괴팅겐 대학교에서 물리학 공부로 복귀했다. 그곳에서 오래된 라디오 세트를 수리하고 물물 교환하는 일로 시간을 보냈다. 같은 대학교에서 1948년 석사 과정을 수료하였고 1950년에 박사 학위를 수료하였다. 1952년 이주하여 박사 후 연구원으로서 듀크 대학교에 초청을 받았다. 1955년 워싱턴주 시애틀 워싱턴 대학교에서 조교수가 되었고, 1958년에는 부교수, 1961년에는 정교수가 되었다.
워싱턴 대학교에서 이온 트랩에 대한 일을 계속해오다가 2002년 10월 은퇴하였다.